# Georgi Tringov
Georgi Petrov Tringov (en búlgar: Георги Пеев Трингов) (7 de març de 1937 – 2 de juliol de 2000), fou un jugador d'escacs búlgar, que ostentà el títol de Gran Mestre des de 1963.

## Resultats destacats en competició
En Tringov, que fou el segon búlgar en obtenir el títol de GM, el 1963, només després de Milko Bobotsov, fou actiu principalment durant els anys 1960 i 1970. Fou cinquè al Campionat del món juvenil de 1955 (el campió fou Borís Spasski). Va guanyar tres cops el Campionat de Bulgària, els anys 1963, 1981, i 1985. Es va classificar pel Torneig Interzonal de 1964, però hi fou quinzè, i no pogué seguir endavant dins el cicle del Campionat del món d'escacs.
Tringov va assolir diversos èxits en torneigs internacionals, destacant el primer lloc al torneig de Vrsac de 1973, empatat amb Bruno Parma, i per davant de Wolfgang Uhlmann, i el 3r lloc (+5, =10, -0) a Vinkovci 1976, empatat amb Lev Polugaievski, rere Vlastimil Hort i Gyula Sax.

### Participació en competicions per equips
Tringov va participar, representant Bulgària, en cinc Campionats del món d'estudiants per equips (entre 1957 i 1960), i va guanyar-hi la medalla d'or individual en tres edicions consecutives, al quart tauler el 1957 i 1958 i al segon el 1959 amb un superb percentatge de punts del 92,3% (+11 =2 −0). L'equip búlgar va obtenir grans èxits en aquest període, amb una medalla d'argent el 1957 i el 1958, i la medalla d'or el 1959.
Tringov formà part regularment també de l'equip de Bulgària a les Olimpíades d'escacs, tot participant en dotze olimpíades (totes les disputades entre 1956 i 1982 llevat de les de 1960 i 1976). El 1968 i el 1978 hi obtingué els seus millors resultats, guanyant tres medalles d'or individuals, amb una puntuació del 78,6% (+8 =6 -0) al segon tauler el 1968, i del 77,3% (+6 =5 −0) al tercer tauler deu anys més tard.